# Gone (Nelly)
Gone è un brano musicale del rapper statunitense Nelly, estratto come terzo singolo dal suo sesto album di inediti, 5.0, uscito il 16 novembre 2010. Il brano figura la collaborazione della cantante Kelly Rowland, che in precedenza aveva già collaborato con Nelly nel brano Dilemma del 2002, di cui Gone rappresenta un sequel.

## Tracce
Download digitale
1. Gone (feat Kelly Rowland) - 4:27

## Classifiche
| Classifica (2011)                   | Posizione più alta |
| ----------------------------------- | ------------------ |
| Australia                           | 55                 |
| US Billboard Bubbling Under Hot 100 | 13                 |
| US Billboard Hot R&B/Hip-Hop Songs  | 59                 |